# Васильева, Елена Алексеевна
Еле́на Алексе́евна Васи́льева (род. 9 апреля 1980, Москва) — в прошлом главный редактор российского издания журнала Cosmopolitan, ныне издатель группы журналов Cosmopolitan. Главным редактором журнала стала в 25 лет, не имея образования по специальности «журналистика».

## Биография
Елена Васильева закончила в 2001 году экономический факультет МАИ по специальности инженер-экономист. Её первым местом работы было представительство испанской парфюмерно-косметической компании Antonio Puig Group, где она работала личным ассистентом директора и завхозом. Позже она получила должность менеджера по рекламе и пиару.
С 11 февраля 2002 года по 2005 год работала в журнале Cosmopolitan редактором красоты. С 2003 года по 2005 год главным редактором журнала Cosmo Beauty. С 2005 года по 2011 год занимала должность главного редактора русского издания журнала Cosmopolitan и участвовала в благотворительных программах издательского дома Independent Media. В 2011 году получила должность издателя группы журналов Cosmopolitan.